# Warrior (harcjármű)
Az FV510 Warrior páncélos család, a Brit Szárazföldi Erők páncélos jármű szériája, amit az elavult FV430-as páncélozott jármű széria felváltására terveztek. A Warrior az MCV-80-as projekt keretében kelt életre az 1970-es években, a legyártás jogát a brit GKN Sankey vállalat nyerte 1980-ban. A GKN Sankey mára a BAE Systems Land andArmaments vállalat része.

## Alkalmazók
- Egyesült Királyság hadereje -789 Warrior 1987 és 1995 között
- Kuvaiti Szárazföldi Erők -254 Sivatagi Warrior

## Harci alkalmazás
- "Granby" hadművelet (Öbölháború)
- Az ENSZ védelmi erőinek alkalmazásában (UNPROFOR) Boszniában
- "Telic" hadművelet (iraki invázió (2003))
- "Herrick" hadművelet (a Nemzetközi Biztonsági Erők (ISAF) alkalmazásában Afganisztán )

## Változatok

### FV510 (ISV) Gyalogsági Szakasz Támogató Jármű
Fegyverzet
A kétszemélyes toronyba épített L21A1 30 mm RARDEN ágyú és egy párhuzamosított L94A1 EX-34 7,62 mm-es (Hughes Helicopter) géppuska.
Az ágyú képes a legtöbb páncélozott szállító jármű pusztítására, maximum 1,500 méter távolságon.
Védelem
A jármű NBC tesztelt, passzív (a legtöbb járművön aktív védelemre cserélték) éjjellátó és védekező gránátvető rendszer (általában a VIRSS rendszerrel együtt áll használatban).

### FV512 Gépesített Szerelő Jármű
- a REME (Royal Electrical and Mechanical Engineers, Királyi Villamos- és Gépészmérnök alakulat) állományában, 6,5 tonna teherbírású daruval.

### FV513 Gépesített Mentő Jármű (Javító)
- a REME (Royal Electrical and Mechanical Engineers, Királyi Villamos- és Gépészmérnök alakulat) állományában, 20 tonna teherbírású csörlővel és 6,5 tonna teherbírású daruval.

### FV 514 Gépesített Tüzérségi Megfigyelő Jármű
Az FV 514 a RA-nál (Royal Artillery, Királyi Tüzérség) áll szolgálatban, mint tüzérségi megfigyelő-poszt jármű, toronyra szerelt MSTAR (Ember Megfigyelési és Cél-Adatgyűjtési Radar) és egy PADS radarral, Képfelerősítő és Infravörös felszereléssel.
A jármű egyetlen fegyverzete egy 7,62 mm-es géppuska, a 30 mm-es Rarden ágyút egy makett fegyverrel cserélték fel. Ez elég helyet biztosít a megfigyelési és célzó eszközöknek, miközben a standart Warrior-el megegyező kinézetet biztosít, csak 4 antennája különbözteti meg az alap járműtől.

### FV 515 Készlet és Parancsnoki Jármű
- RA-nál (Royal Artillery, Királyi Tüzérség) áll szolgálatban.

### Warrior Felderítő Jármű
Hagyományos és vegyi fegyver elleni páncélzat. Páncélborítás a jármű elején, az oldalakon és a motortérnél. A Warrior Felderítő Jármű alapesetben három személyt szállít, a vezetőt, parancsnokot és a lövészt, emellett a felderítő tisztet és megfigyelési eszközöket.

### Sivatagi Warrior
Warrior jármű átalakítva a sivatagi körülményekhez.
1993-ban, Kuwait 254 Desert Warrior járművet vásárolt, Delco toronnyal felszerelve, M242 25 mm-es gépágyúval párhuzamosított 7,62 mm-es géppuskával és egy kétcsöves Hughes BGM-71 TOW irányított páncéltörő rakétával.

### Warrior 2000
Új verzió a Svájci Haderő részére.
- Teljesen alumínium torony
- Megnövelt páncélzat
- Digitális tűzvezető rendszer
- Erősebb meghajtás
- Delco vagy Land Systems Hagglunds E30 torony, ATK Bushmaster II Mk 44 30 mm-es ágyúval.

## Külső hivatkozások
- Brit páncélosok fejlesztései

(angol nyelvű oldalak)
- Army Technology
- The British Army
- Army Recognition in French
- Military History Encyclopedia on the Web
- Proceedings of the International Criminal Tribunal for the Former Yugoslavia
- Warrior at Army-Guide.com